# André Loeckx
André Loeckx (Halle, 1949) is emeritus hoogleraar van het Departement Architectuur, Stedenbouw en Ruimtelijke Ordening van de KU Leuven. In 2001 was hij mede oprichter van het Vlaams Architectuurinstituut. Tot 2013 maakte hij deel uit van de Raad van Bestuur en hij werkte als redactielid ook mee aan het Jaarboek Architectuur Vlaanderen. Sinds 2016 is hij externe deskundige voor Ringland.
In 2021 won Loeckx de Ultima voor Architectuur, de cultuurprijs van de Vlaamse Gemeenschap.

## jurylid
- 1998: architectuurwedstrijd Provinciehuis, Leuven
- 1999: architectuurwedstrijd Concertgebouw, Brugge
- 2006: extern jurylid Open Oproep Boekentoren, Gent[3]
- 2007: extern jurylid Open Oproep Kazerne Dossin, Mechelen[4]
- 2009: extern jurylid Open Oproep Waalse Krook, Gent[5]
- 2015: extern jurylid Open Oproep VRT-gebouw, Brussel[6]
- 2002-2016: voorzitter jury stadsvernieuwingsprojecten van de Vlaamse Gemeenschap

## Publicaties
- Witboek. De eeuw van de stad, over rastersteden en stadsrepublieken. Brussel, Ministerie van de Vlaamse Gemeenschap, 2003.[7]

- Bibsys: 9046209
- Digitale Bibliotheek voor de Nederlandse Letteren: loec002
- Gemeinsame Normdatei: 139999124
- International Standard Name Identifier: 0000 0001 1627 9251
- Library of Congress Control Number: nr96019789
- Nationale Bibliotheek van Israël: 987007333428005171
- Nederlandse Thesaurus van Auteursnamen: 115692312
- Système universitaire de documentation: 135912822
- Virtual International Authority File: 41738380
- WorldCat: E39PCjFTdJ3Rkq6gKYPYrJjQYK